# İlhan Koman

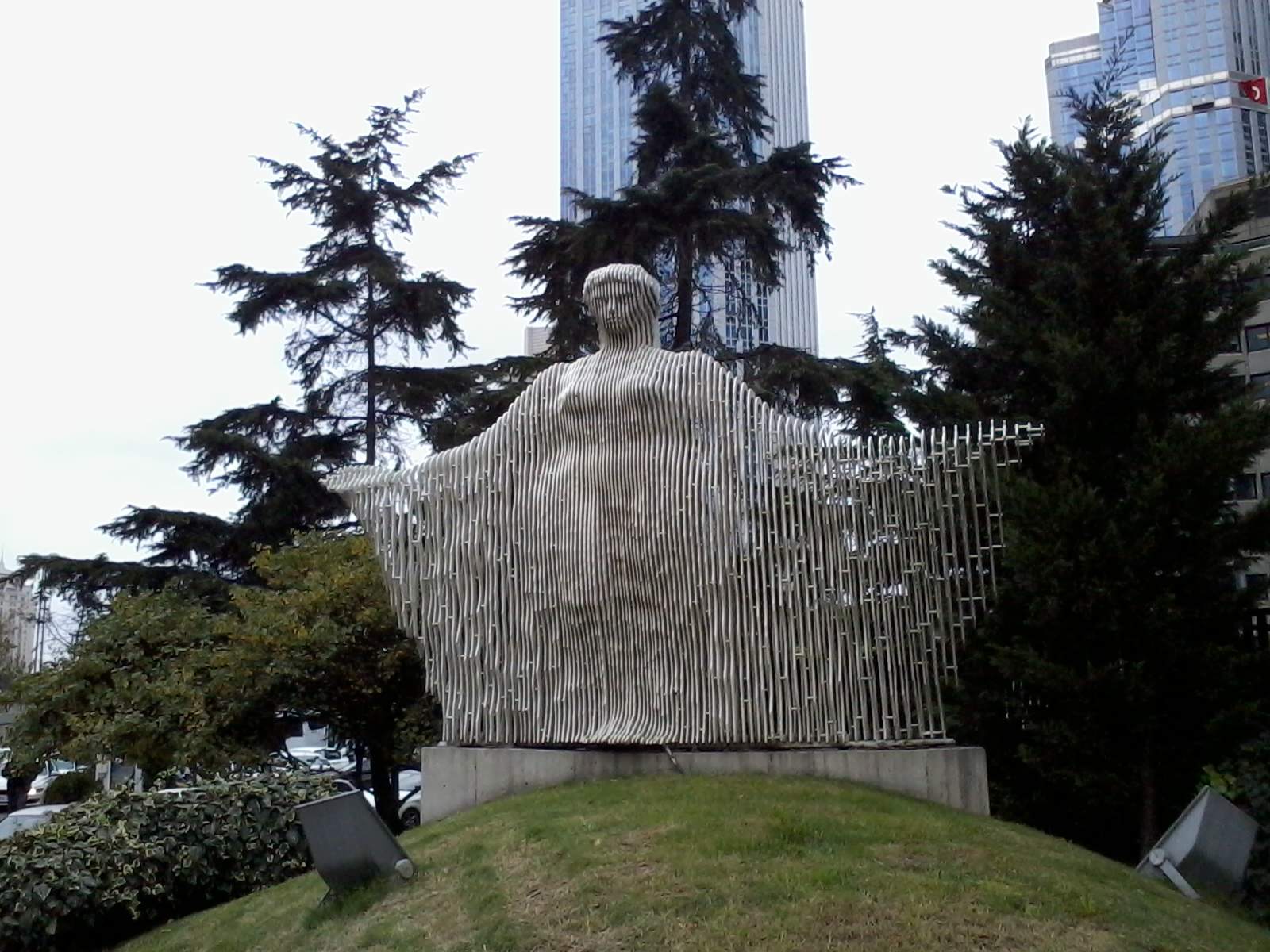
İlhan Koman: Mediterrán szobor (1980), Levent, Isztambul

İlhan Koman (Edirne, 1921. június 17. – Stockholm, 1986. december 30.), török szobrászművész. Formabontó műalkotásai révén, melyek egyesítik a tudományt és a művészetet, a „török Da Vinci” néven vált ismertté.

## Életrajz
1921-ben Edirnében született, majd 1941-ben az Edirne Lisesi elvégzése után az isztambuli Képzőművészeti Akadémia festészeti szakra iratkozott be. Egy évvel később a szobrászat szakra ment át, ahol Rudolf Belling diákja lett, majd 1945-ben diplomázott.
1947–1951 között Franciaországban a Julian Akadémiára és a l'Ecole du Louvre képzőművészeti intézményekben tanult, illetve dolgozott, valamint az első kiállítása is Párizsban nyitotta meg kapuit. 1955–1958 között Isztambulban a Képzőművészeti Akadémián (İstanbul Devlet Güzel Sanatlar Akademisi; ma: Mimar Sinan Güzel Sanatlar Üniversitesi) tanított, később Svédországba költözött, s haláláig ott alkotott.
Mustafa Kemal Atatürk mauzóleumának, az Anıtkabirnak a keleti szárnyára készített egy óriási 100 m²-es domborművet. 1954-ben a második helyet, 1955-ben pedig az első díjat nyerte el az Ankarai Állami Kiállításon. 1967-ben a stockholmi Iparművészeti Iskola tanára lett, s ebben az időszakban az új geometriai alakzatokat kísérletezett, talált ki, köztük speciális forgástesteket és matematikai alapokra helyezett különleges szélmalmokat.
1969-ben a svédországi Sundsvall városa pályázatot írt ki egy tér rendezésére, aminek tervével első díjat nyert. 1970-ben egy pályázaton az örebroi városháza elé kellett egy szobrot készíteni, felállítani, ahol szintén első díjat nyert. A következő húsz évet a családjával a Hulda nevű hajón töltötte, illetve az ott berendezett műhelyben dolgozott.
1986-ban 65 éves korában Stockholmban halt meg.

## Mediterrán szobor (Akdeniz Heykeli)
İlhan Koman legjobb vagy talán inkább legismertebb munkája Törökországban a Mediterrán szobor (Akdeniz Heykeli), a Yapı Kredi török bank és biztosító cég isztambuli székháza (Zincirlikuyu, Büyükdere Caddesi) előtt volt látható 1980-tól.
1981-ben a Sedat Simavi Alapítvány Vizuális Művészeti Díját nyerte el a szobor. A különleges látványt a szobrász a 112 db, 12 mm vastag fémlemezzel érte el, melyek a nőalak két karjára voltak erősítve. Ezek más-más szögből nézve „módosították” a látványt.
1998-ban egy török író, Çetin Altan felvetette, hogy helyezzék át egy délnyugat-törökországi város, Köyceğiz, İztuzu Plajı nevű strandjára, mondván, hogy ez a szobor nem idevaló. A tiltakozások hatására akkor a szobor még megmenekült az elszállítástól.
1997–2008 között a márvány talapzatra erősített, fém szobrocska kicsinyített másolata volt a neves török Afife Színházi-díj jelképe.
Sajnos, 2014. július 17-én éjjelén vandál „állatok” szétverték, Izrael, Gázai övezetben történő akciója elleni tiltakozásképpen.

## Külső hivatkozások
- İlhan Koman hivatalos honlapja
- Emlékkönyv a retrospektív kiállításról (török nyelven)

## Fordítás
- Ez a szócikk részben vagy egészben  a(z)   İlhan Koman című török Wikipédia-szócikk fordításán alapul.  Az eredeti cikk szerkesztőit annak laptörténete sorolja fel. Ez a jelzés csupán a megfogalmazás eredetét és a szerzői jogokat jelzi, nem szolgál a cikkben szereplő információk forrásmegjelöléseként.